# Szarocin
Szarocin (deutsch Pfaffendorf) ist ein Ortsteil der Landgemeinde Kamienna Góra (Landeshut) im Powiat Kamiennogórski der Woiwodschaft Niederschlesien in Polen.

## Geographie
Szarocin liegt im Riesengebirge, acht Kilometer südwestlich von Kamienna Góra (Landeshut). Nachbarorte sind Rędziny (Röhrsdorf) im Norden, Raszów (Reußendorf) und Pisarzowice (Schreibendorf) im Nordosten, Przedwojów (Reichhennesdorf) im Osten, Janiszów (Johnsdorf) und Stara Białka (Altweißbach) im Südosten, Miszkowice (Michelsdorf) und Jarkowice (Hermsdorf) im Süden, Ogorzelec (Städtisch Dittersbach) und Leszczyniec (Haselbach) im Westen und Kowary (Schmiedeberg im Riesengebirge) im Nordwesten.

## Geschichte
Pfaffendorf wurde erstmals 1292 in der Stiftungsurkunde des Klosters Grüssau als „Sorotindorff“ erwähnt. Es gehörte zu den 14 Dörfern, die zusammen mit der Stadt Liebau dem Kloster mit allen Abgaben, Rechten und Pflichten übertragen wurden und den Grundstock des Stiftslandes bildeten. Später kam für „Sorotindorff“ die Bezeichnung „Pfafindorff“ auf, aus der sich die Schreibweise „Pfaffendorf“ entwickelte. Um 1350 wurde Pfaffendorf dem herzoglichen Kastellan Conrad von Czirn (Tschirn) in (Bolken)Hayn überlassen und fiel nach seinem Tod wieder an das Kloster zurück. Später gelangte es an die Familien von Wallenberg, von Seidlitz und von Leckow. Zusammen mit dem Herzogtum Schweidnitz-Jauer gelangte es 1392 an die Krone Böhmen. Nach dem Ersten Schlesischen Krieg fiel es 1742 zusammen mit Schlesien an Preußen. Nach der Neugliederung Preußens 1815 gehörte es zur Provinz Schlesien und war ab 1816 dem Landkreis Landeshut eingegliedert, mit dem es bis 1945 verbunden blieb. 1873 besaß Pfaffendorf der Kammerherr Gustav von Heinen. Es bildete eine eigene Landgemeinde und war seit 1874 Sitz des gleichnamigen Amtsbezirks, zu dem auch die Landgemeinden Neu Weißbach (Neuweißbach), Nieder Haselbach (Niederhaselbach) sowie der Gutsbezirk Pfaffendorf gehörten. Von wirtschaftlicher Bedeutung waren neben der Gutswirtschaft eine Brauerei sowie der Tourismus. 1939 lebten 715 Einwohner in Pfaffendorf.
Als Folge des Zweiten Weltkriegs fiel Pfaffendorf 1945 wie fast ganz Schlesien an Polen und wurde in Szarocin umbenannt. Die deutsche Bevölkerung wurde vertrieben. Die neu angesiedelten Bewohner waren teilweise Zwangsumgesiedelte aus Ostpolen, das an die Sowjetunion gefallen war. 1975–1998 gehörte Pisarzowice zur Woiwodschaft Jelenia Góra.

## Sehenswürdigkeiten
- Das Barockschloss wurde Anfang des 17. Jahrhunderts aus einem Renaissance-Gutshaus umgebaut. Mitte des 19. Jahrhunderts wurde es erweitert. Es ist ein zweigeschossiger Bau mit Walmdach. In den Erdgeschossräumen befinden sich Stuckreliefs.
- Die Barockfiguren im Park wurden im 19. Jahrhundert aus Schloss Blasdorf hierher überführt.